# Kader Asmal
Kader Asmal est un homme politique sud-africain, né le 8 octobre 1934 et mort le 22 juin 2011.

## Biographie
Kader Asmal est né le 8 octobre 1934, il est membre du Congrès national africain, du parlement (1994-2004) et ministre dans les gouvernements de Nelson Mandela et de Thabo Mbeki.

### Militant de l'ANC
Il a reçu une formation de juriste. Il fut l'un des premiers membres de l'ANC, vivant en exil au Royaume-Uni. Il y fonde le British Anti-Apartheid Movement en 1960, puis le Irish Anti-Apartheid Movement en 1964.

### Ministre
Après la fin de l'apartheid, il entre dans le gouvernement formé par Nelson Mandela comme ministre des Eaux et Forêts de 1994 à 1999. Il devient ensuite ministre de l'Éducation nationale du premier gouvernement de Thabo Mbeki (1999-2004), puis président de la commission défense du parlement sud-africain.

### Défenseur des droits de l'homme
En 2004 et 2005, il préside un comité intergouvernemental d'experts qui rédige la Convention de l'UNESCO sur la protection et la promotion de la diversité des expressions culturelles. Il est membre du comité de parrainage du Tribunal Russell sur la Palestine dont les travaux ont été présentés le 4 mars 2009.

## Décorations
- Chevalier de la Légion d'honneur[Quand ?]